# Polski Komitet Paralimpijski

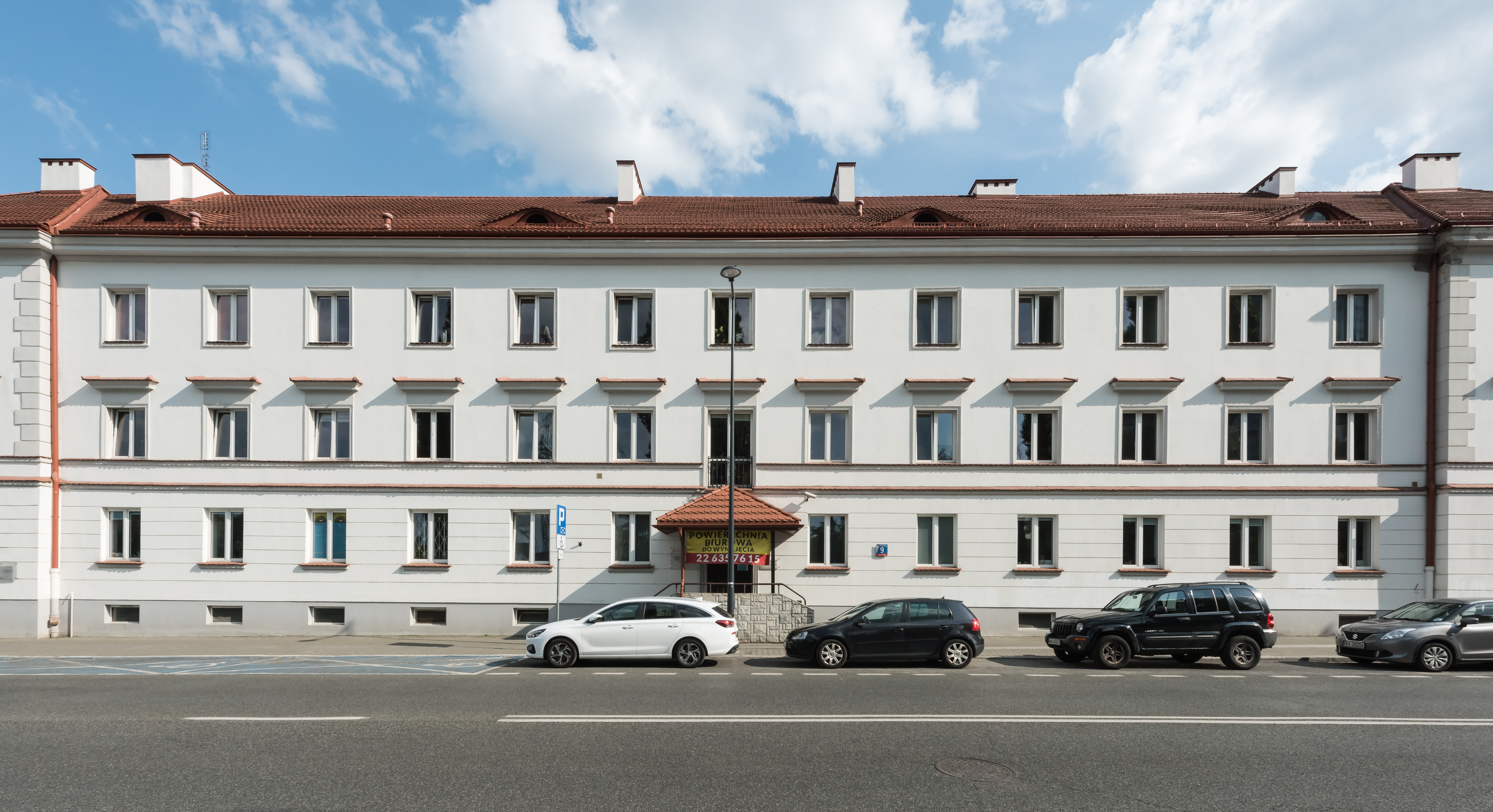
Siedziba związku przy ul. Konwiktorskiej 9

Polski Komitet Paralimpijski (oficjalny skrót PKPar) (dawniej Paraolimpijski) – związek stowarzyszeń, który zajmuje się ruchem paraolimpijskim oraz szeroko pojętą działalnością sportowców niepełnosprawnych.
Komitet istnieje od 1998 roku. Inicjatorami powstania PKPar były Polski Związek Sportu Niepełnosprawnych Start, Polskie Towarzystwo Społeczno-Sportowe Sprawni Razem oraz Fundacja Ochrony Zdrowia Inwalidów. PKPar jest członkiem Międzynarodowego Komitetu Paralimpijskiego (IPC) i Europejskiego Komitetu Paralimpijskiego (EPC). Podstawowymi celami funkcjonowania komitetu są: propagowanie idei paraolimpizmu, współorganizowanie ruchu paralimpjskiego w Polsce oraz zabezpieczanie od strony formalnej uczestnictwa polskich sportowców w Igrzyskach Paralimpijskich.

## Władze i członkowie
Działalnością komitetu kieruje zarząd (składający się z 12–19 osób), wybierany na czteroletnie kadencje. Prezesem PKPar jest Łukasz Szeliga. 
Kolejni Prezesi Polskiego Komitetu Paralimpijskiego:
- Jacek Dębski (1998−2000)
- Longin Komołowski (2000−2015)
- Łukasz Szeliga (od 2015)[1]

Członkowie Polskiego Komitetu Paralimpijskiego:
- Polski Związek Sportu Niepełnosprawnych Start
- Związek Stowarzyszeń Sportowych Sprawni Razem
- Fundacja Aktywnej Rehabilitacji
- Stowarzyszenie Kultury Fizycznej, Sportu i Turystyki Niewidomych i Słabowidzących Cross
- Związek Kultury Fizycznej Olimp
- Związek Stowarzyszeń Polska Federacja Bocci Niepełnosprawnych

## Nazwa
W lutym 2023 roku, w związku z wytycznymi IPC, nazwa związku została zmieniona z „Polski Komitet Paraolimpijski” na „Polski Komitet Paralimpijski”.

## Odznaczenia
- Odznaka Honorowa Primus in Agendo (2019)[3]